# استروما
استروما (به انگلیسی: Stroma) (از یونانی στρῶμα به معنای "لایه، بستر، پوشش بستر") بخشی از یک بافت یا عضو است که نقش ساختاری یا پیوندی دارد. استروما، از تمام بخش هایی از یک عضو که عملکرد ویژه ای ندارند تشکیل شده، مثل: بافت همبندی، عروق خونی، مجراها و ... . بخش دیگر پارانشیم است که شامل سلول‌هایی می شود که برای عضو یا بافتی که بدان متعلق اند، عملکردهایی را برعهده دارند.
طرق مختلفی برای دسته بندی بافت ها وجود دارند: یکی از این الگوهای طبقه بندی، براساس عملکردهای بافتی و دیگری براساس تجزیه و تحلیل اجزاء سلولیشان پایه ریزی شده است. بافت‌های استرومایی در دسته "عملکردی" قرار می گیرند، که به پشتیبانی از بدن و تحرک آن کمک می کنند. سلول‌هایی که بافت‌های استرومایی را تشکیل می دهند، نقش ماتریسی را ایفا کرده که سلول‌های دیگر در آن گنجانده می شوند. استروما از انواع مختلفی سلول استرومایی تشکیل شده است.
مثال‌هایی از استروما شامل موارد زیر است:
- استرومای عنبیه
- استرومای قرنیه
- استرومای تخمدان
- استرومای غده تیروئید
- استرومای تیموس
- استرومای مغز استخوان
- سلول استرومای گره لنفاوی
- سلول‌های استرومایی چندتوانی (سلول بنیادی مزانشیمی)